# Чачкалица
Чачкалица је једно од основних средстава за одржавање оралне хигијене. Служи за уклањање остатака хране између зуба, па је стога користе углавном старије особе код којих је дошло до повлачења десни између зуба и повећања интерденталног простора. Израђује се од различитих материјала (дрвета, пластике, метала, животињских костију и сл). Могу бити троугластог или округлог облика, а на једном или оба краја су заоштрене тако да могу да уђу у интерденталне просторе. Употреба чачкалице се не препоручује код деце јер је код њих очувана папила између зуба, тако да је одржавање оралне хигијене могуће уз помоћ четкице и пасте.
Осим за одржавање оралне хигијене, чачкалица се користи за узимање комадића хране, за украшавање коктела итд.